# Nederlands Kampioenschap Onderwaterschaken
Het Nederlands Kampioenschap Onderwaterschaken is een schaakevenement dat voor het eerst in 2022 plaatsvond. Op het evenement worden schaken en duiken gecombineerd, waarbij de schaakborden op 1,20 meter diepte liggen. Gemiddeld duiken deelnemers zo'n 140 keer per avond om alle zetten te kunnen doen. De schaakstukken zijn verzwaard, zodat ze niet wegdrijven in het water. Voor het duiken wordt geen duikuitrusting gebruikt maar zwemkleding en een duikbril.

## Edities

### 2022
In 2022 werd in Groningen in het zwembad van het Willem-Alexander Sportcentrum het eerste NK Onderwaterschaken gehouden, als aanvullend evenement van het Schaakfestival Groningen. De winnaar werd grootmeester Sipke Ernst, al was hij van tevoren niet zeker van zijn zaak, daar hij had aangegeven niet goed te kunnen zwemmen. De winnares bij de vrouwen was Marjoke Groot, die in het algemeen klassement als zesde eindigde.

### 2023
In 2023 vond de tweede editie plaats, met 24 deelnemers. De winnaar werd fidemeester Zyon Kollen, die in een barrage met de zwarte stukken regerend kampioen Sipke Ernst versloeg. Ernst eindigde op de tweede plaats en Levi Vriens op de derde. Josephine Damen eindigde in het algemeen klassement op de tiende plek en werd daarmee de winnares bij de vrouwen. De jongste deelnemer was een elfjarige Amerikaan.

## Internationaal
Ook kunnen deelnemers internationaal deelnemen. Zo vond in 2022 het Wereldkampioenschap Onderwaterschaken plaats in Londen. In 2024 wordt het WK in Groningen georganiseerd in de plaats van het NK.